# Научно-творческий центр электроакустической музыки
Центр электроакустической музыки (ЦЭАМ) — подразделение Московской консерватории, образованное в 2006 году. Развивается в нескольких направлениях: творческом, научном, образовательном и просветительском. Центром руководит композитор Николай Попов. ЦЭАМ организует фестивали, конференции, концерты, выставки, спектакли, перформансы, а также экспериментирует с просветительскими форматами.

## История
В сентябре 1992 в помещении Акустической лаборатории МК при поддержке профессора Александра Сергеевича Соколова, профессора Евгения Владимировича Назайкинского и заведующей лабораторией акустики и звукозаписи Татьяны Викторовны Задорожной открылся центр электронной музыки под названием «Электронная студия». Целью проекта было объединение ресурсов ряда частных студий и создание на их основе рабочего, хорошо оборудованного центра для музыкантов, работающих в русле экспериментальной электроакустической музыки и мультимедиа.
В 2006 году в соответствии с решением Ученого совета и приказом ректора Московской консерватории Тиграна Абрамовича Алиханова был образован электроакустический центр как самостоятельное научное подразделение. К сентябрю 2008 руководителем центра был выбран И. Л. Кефалиди, имевший большой композиторский опыт работы в этом направлении, в том числе в зарубежных электронных студиях и центрах.
За время своего существования, включая работу своих предшественников, в Московской консерватории выступали с лекциями один из основоположников компьютерной музыки Макс Мэтьюс, создатель синтезаторов Роберт Муг, профессор бостонского Музыкального колледжа Беркли Ричард Буланже, Ричард Дудас. Состоялись также встречи с Ф. Барьер и К. Клозье — основателями Центра и Фестиваля электроакустической музыки в Бурже (Франция), Д. Кауфманом (Австрия), А. Пуссером (Бельгия) — основателем одной из первых европейских студий электронной музыки в Льеже, выдающимся русским композитором Эдуардом Артемьевым и ещё десятком известных музыкальных деятелей и ведущих специалистов различных отечественных, европейских и американских студий и центров.
В 2021 году Николай Попов был назначен исполняющим обязанности руководителя, а в 2022 году стал директором и художественным руководителем Центра.
В 2021 году совместно с театром «Практика» и Музеем Москвы состоялась первая образовательная лаборатория ЦЭАМ CEAMMC Multimedia Lab — лаборатория композиторов и видеохудожников по созданию мультимедийных композиций, посвященных Москве.
В 2022 году произошел ребрендинг: появилась платформа CEAM Artists, объединяющая музыкантов и инженеров, фестивали («Биомеханика», «Импросхема»), Международная научная конференция, направление CEAM Lab — лаборатории для композиторов и медиахудожников.
С 2022 года ЦЭАМ проводит свой фестиваль «Биомеханика». В его программу входят произведения, в которых отражается идея синтеза искусств: соединения музыки, театра, видеоарта и других визуальных форм. Многие из сочинений создаются специально для «Биомеханики» и представляются впервые. За два года здесь прошло более 30 премьер российских и зарубежных композиторов. Фестиваль проводится на нескольких площадках Москвы: в залах консерватории, а также в Электротеатре Станиславский. В 2022 году фестиваль «Биомеханика» получил Московскую Арт Премию в номинации «Музыка».
С 2022 года Центр электроакустической музыки курирует программу экспериментальной сцены фестиваля «Новая классика» в парке Зарядье.
С 1 марта 2023 году ЦЭАМ курирует программу событий в «Артемьеве» — новом арт-пространстве консерватории, в котором проходят выставки аудиовизуальных произведений, а также концерты, лекции и мастер-классы.
В августе 2023 года открылось электроакустическое направление Международной академии молодых композиторов в городе Чайковский, а в 2024 году открылась Лаборатория импровизации под руководством Олега Макарова.
В мае 2024 года появилось новое структурное подразделение CEAM Archive.

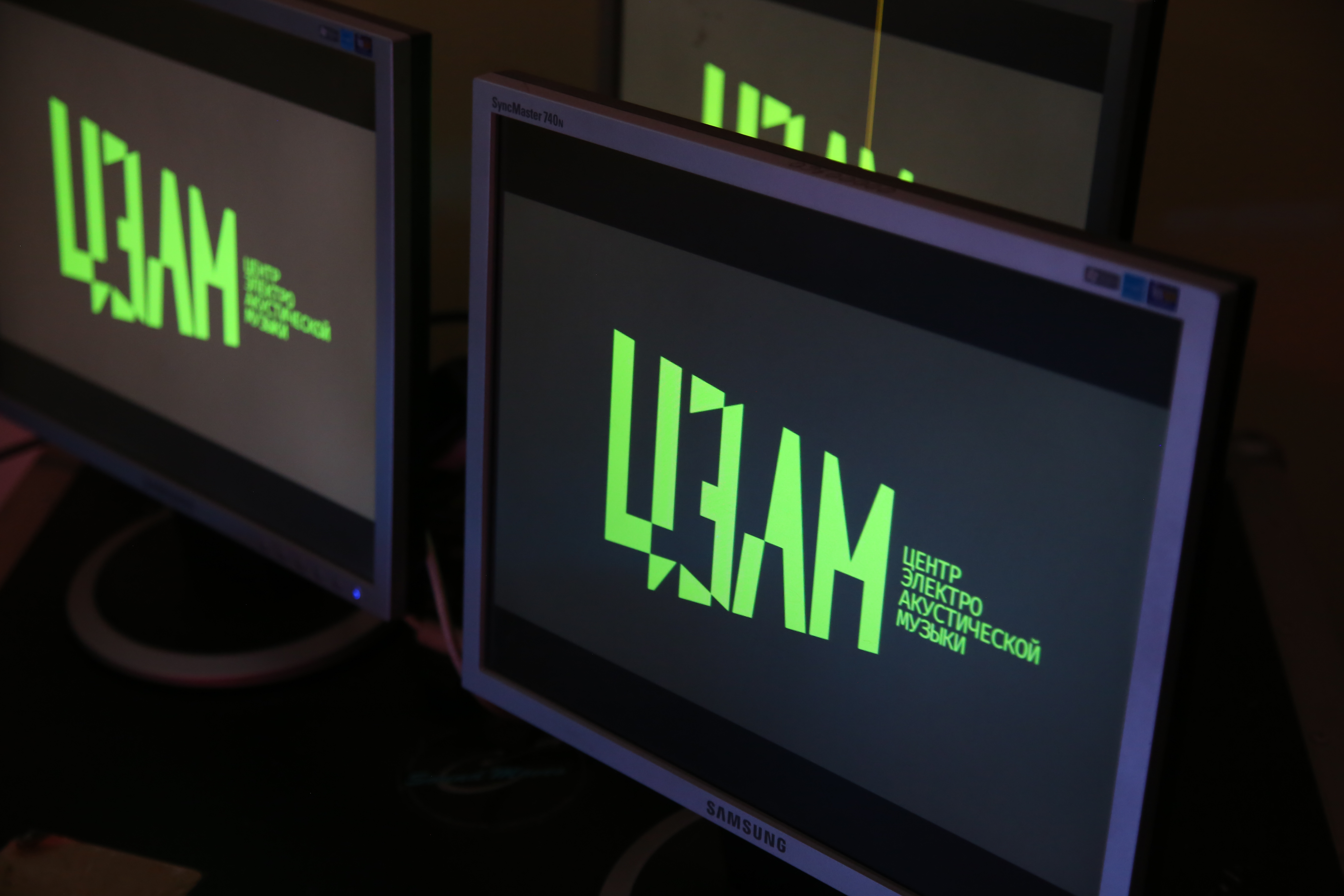
Логотип Центра электроакустической музыки на экранах

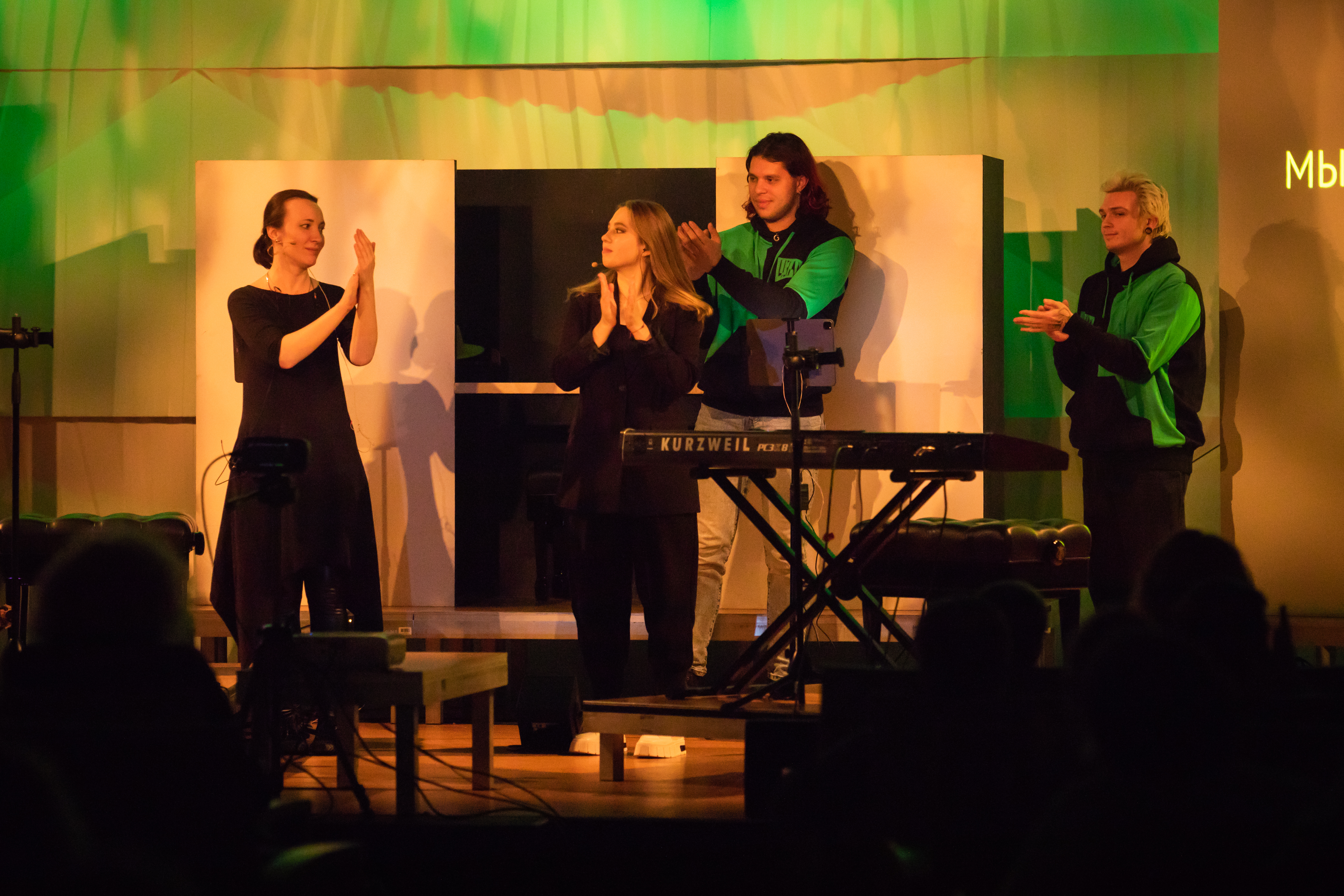
CEAM Artists на сцене Малого зала «Зарядья»

## Платформы

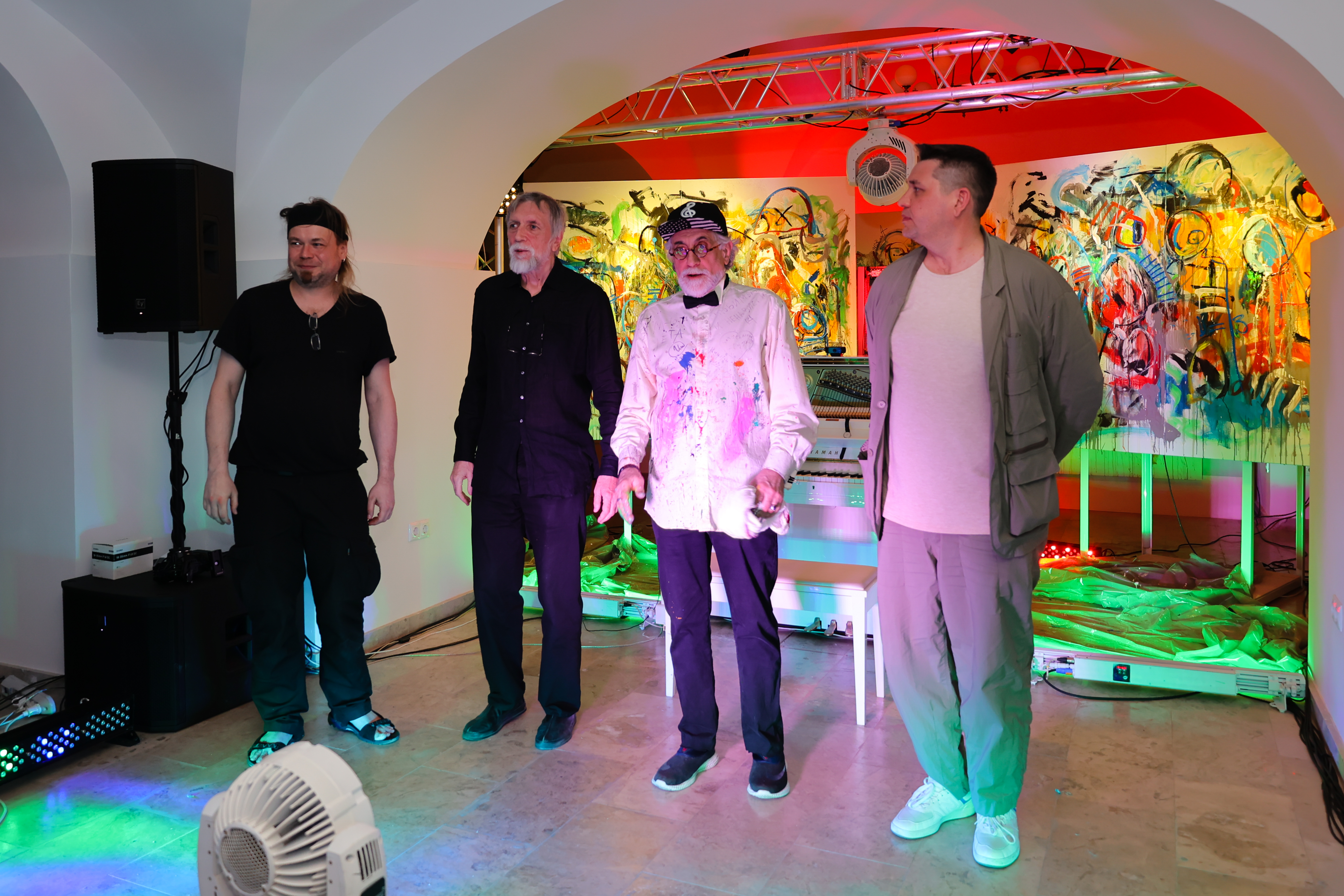
Олег Макаров, Владимир Мартынов, Давид Ру, Николай Попов (слева направо) после перформанса в арт-пространстве «Артемьев»

У Центра электроакустической музыки есть несколько платформ:
- CEAM Artists — исполнительское направление Центра электроакустической музыки. Единственная в России платформа, где музыканты взаимодействуют не только с композиторами, но и с инженерами, медиахудожниками и звукорежиссёрами[10].
- CEAM Science — научное направление Центра электроакустической музыки, в котором разрабатывается программное обеспечение и аппаратные решения, ведутся исследования истории и современных практик электроакустической музыки и медиаискусства. В 2024 было образовано направление CEAM Archive, чьи материалы коллекции охватывают более чем столетнюю историю изобретений и исследований в области музыки и технологий.

- Арт-пространство «Артемьев» — площадка Центра электроакустической музыки, сфокусированное на выставочных, образовательных, концертных, просветительских проектах.

## Совместные проекты
Центр электроакустической музыки сотрудничает с коллективами, специализирующимися на исполнении новой музыки: МАСМ, Студия новой музыки, N’Caged, OpensoundOrchestra.
Культурные институции, с которыми сотрудничал ЦЭАМ: Новая Опера (балет «Свадебка»), Театр «Практика» (опера «Аскет», фестиваль «Новая классика»), Музей Москвы, концертный зал «Зарядье», Московская филармония, Электротеатр Станиславский («Москва. Звуки города», фестиваль «Биомеханика»), Галерея Стерх, фестиваль «Звуковые пути», Дом Радио.
В рамках стратегического партнерства с Московской консерваторией автомобильная компания EXEED и Центр электроакустической музыки осуществили проект «Музыка машин». 13 декабря 2023 года состоялся концерт «Клавесин в зеркале времени», в котором прозвучало произведение для клавесина, созданное специально для бренда EXEED композитором Николаем Поповым.
Центр электроакустической музыки сотрудничает с такими композиторами, как Михаэль Байль, Яннис Кириакидес, Ян Робен, Бригитта Мунтендорф, Панайотис Кокорас, Александр Шуберт, Сара Немцов, Владимир Горлинский, Анна Поспелова, Антон Светличный, Александр Хубеев.
Исполнители, с которыми сотрудничал ЦЭАМ: Владимир Мыртынов, Татьяна Гринденко, Борис Андрианов, Даниил Коган, Андрей Коробейников.